# Lioscinella ignorata
Lioscinella ignorata är en tvåvingeart som först beskrevs av Oswald Duda 1929.  Lioscinella ignorata ingår i släktet Lioscinella och familjen fritflugor. Inga underarter finns listade i Catalogue of Life.